# 德雷格斯
德雷格斯是德国石勒苏益格－荷尔斯泰因州的一个市镇。总面积2.79平方公里，总人口53人，其中男性28人，女性25人（2011年12月31日），人口密度19人/平方公里。